# Поллак, Сигизмунд
Сигизмунд (Жигмонд, Зигмунд) Поллак (венг. Pollák Zsigmond; 8 февраля 1837, Пре́сбург, Австрийская империя (ныне Братислава) — 13 мая 1912, Будапешт, Австро-Венгрия) — венгерский художник, иллюстратор, график.

## Биография
Родился в еврейской семье. Образование получил в Венской академии изобразительных искусств, затем с 1857 по 1880 год работал художником-иллюстратором в Пештском еженедельнике «Vasárnapi Ujság» («Воскресная газета») .
В 1864 году основал институт скульптуры в Пеште. С 1867 года участвовал в выставках. В 1873 году на Всемирной выставке в Вене экспонировал свои работы.

## Творчество
Автор многих иллюстраций в газетах Венгрии, а также пейзажей, изображений замков, городов, церквей Трансильвании. Видный портретист, которому позировал ряд знаменитых деятелей культуры и науки, политиков.
Во второй половине XIX века его иллюстрации картин венгерской революции и борьбы за независимость 1848—1849 годов сыграли важную роль в подъёме национального самосознания венгров и сплочении нации.

## Галерея

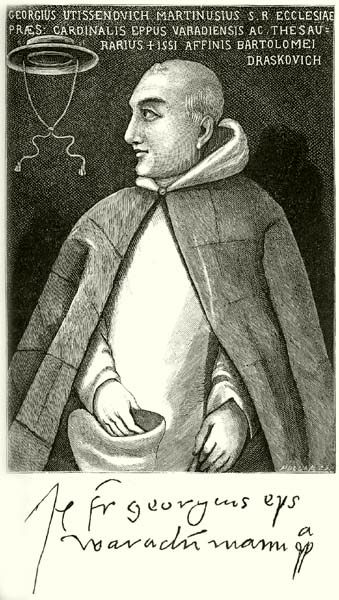
Д. Мартинуцци, Примас Венгрии
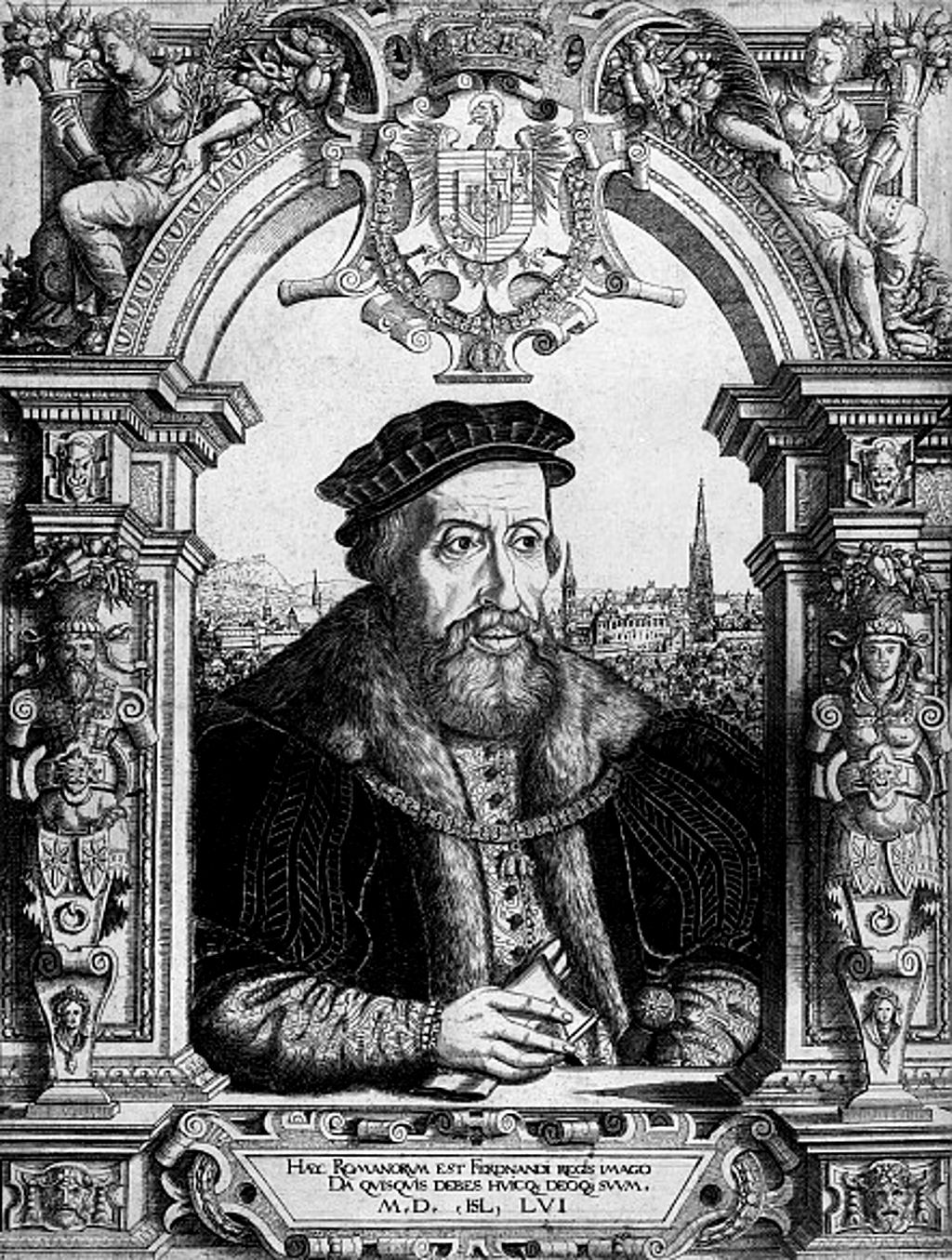
Фердинанд I (император Священной Римской империи) (1503-1564)
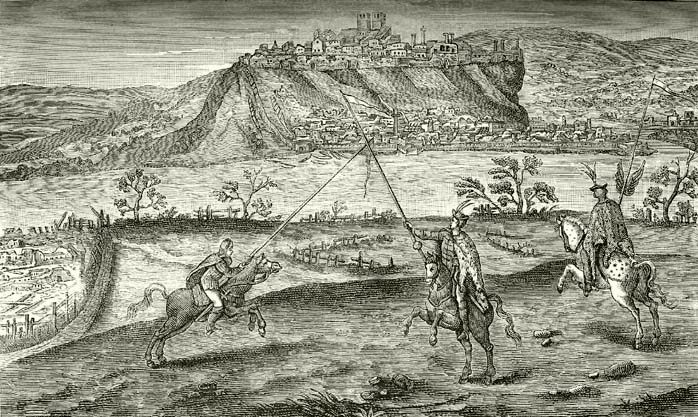
Эстергом в XVI веке с гусарами на переднем плане
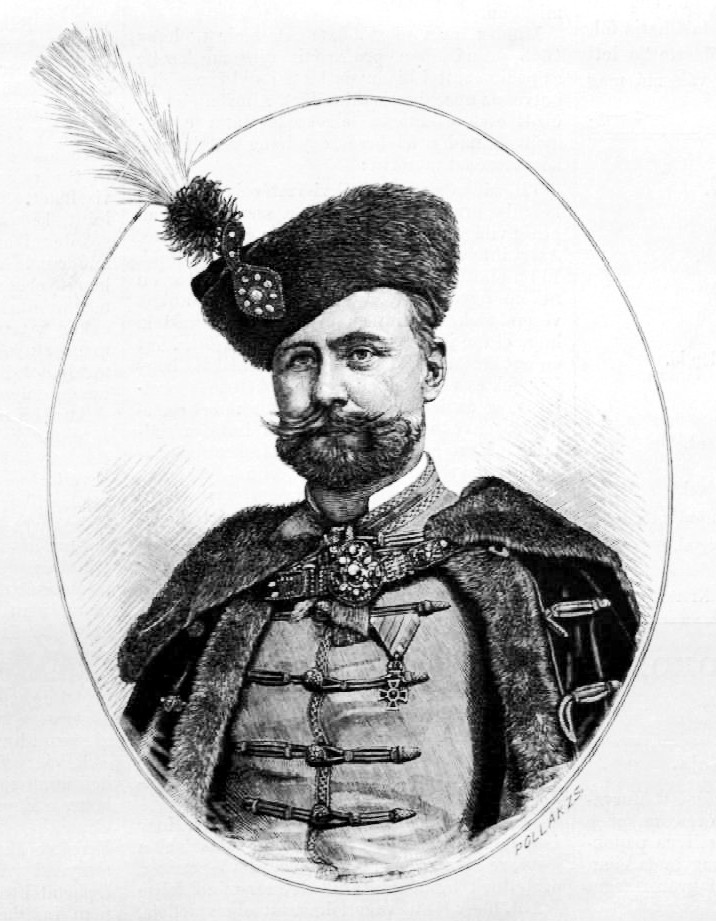
Д. Банфи, Премьер-министр Королевства Венгрия
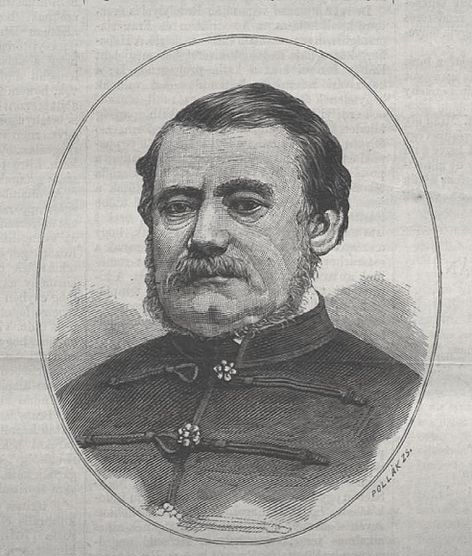
Т. Фабинь, министр юстиции
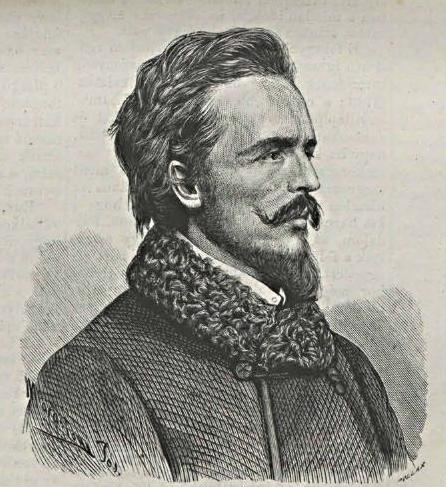
К. Келети, венгерский статистик
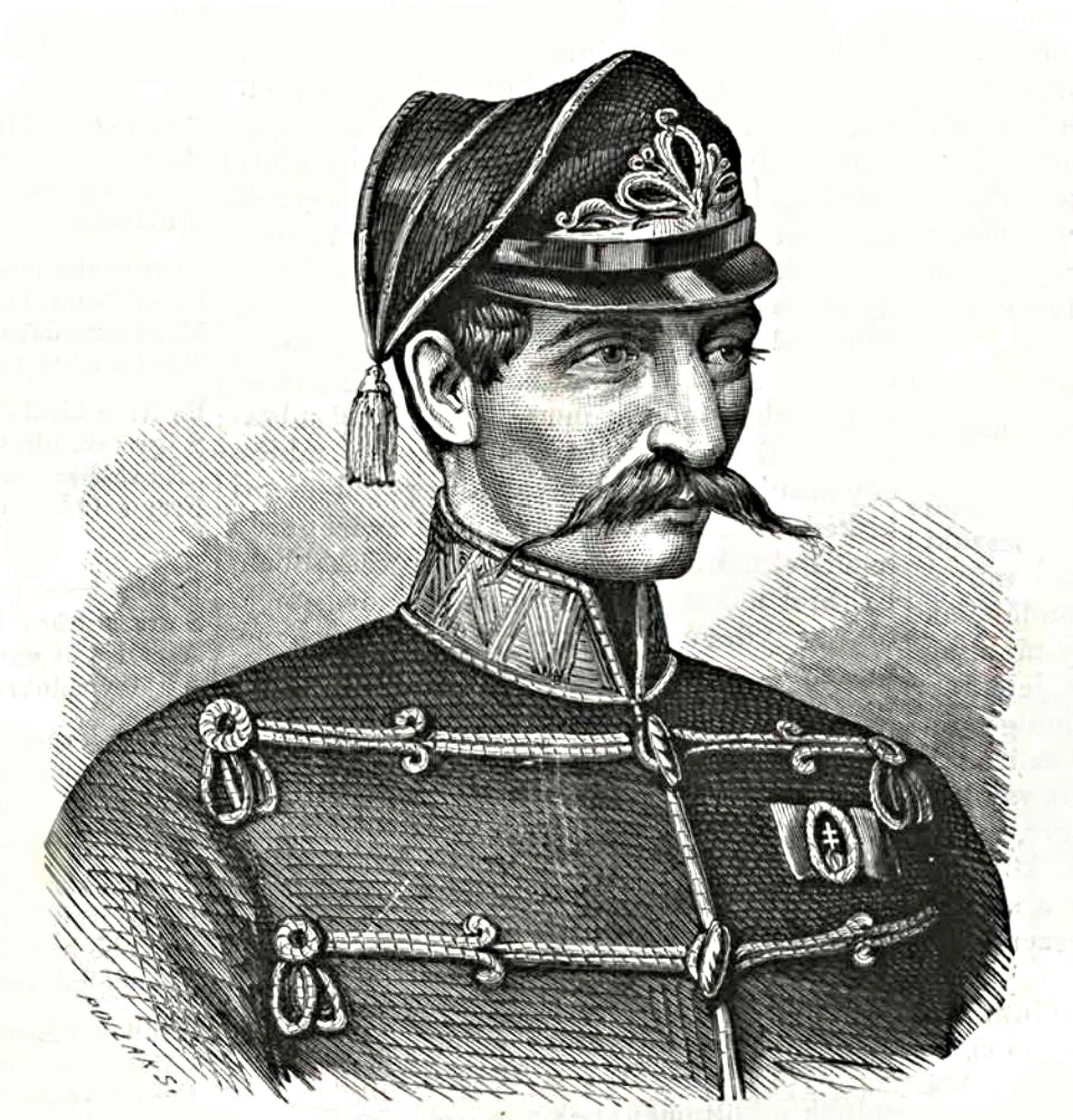
Эрно Поэлтенберг, министр обороны
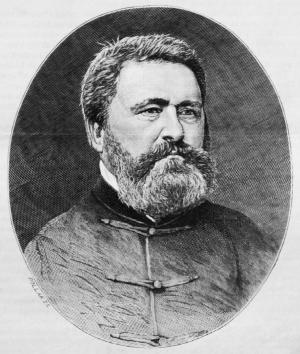
И. Ревес,  венгерский живописец